# Stacy Margolin
Stacy Margolin (5 aprile 1959) è un'ex tennista statunitense.

## Carriera
In carriera ha vinto un titolo nel singolare, il WTA San Antonio nel 1978. Nei tornei del Grande Slam ha ottenuto il suo miglior risultato raggiungendo il quarto turno nel singolare agli US Open nel 1978.

## Statistiche

### Singolare

#### Vittorie (1)
| Numero | Anno              | Torneo                       | Superficie | Avversaria in finale | Punteggio |
| 1.     | 17 settembre 1978 | WTA San Antonio, San Antonio | Cemento    | Yvonne Vermaak       | 7-5, 6-1  |

### Risultati in progressione
| Sigla | Risultato               |
| ----- | ----------------------- |
| V     | Vincitore               |
| F     | Finalista               |
| SF    | Semifinalista           |
| O     | Oro olimpico            |
| A     | Argento olimpico        |
| SF    | Bronzo olimpico         |
| QF    | Quarti di Finale        |
| 4T    | Quarto turno            |
| 3T    | Terzo turno             |
| 2T    | Secondo turno           |
| 1T    | Primo turno             |
| RR    | Round Robin             |
| LQ    | Turno di qualificazione |
| A     | Assente                 |
| ND    | Non disputato           |

| Legenda superfici    |
| -------------------- |
| Cemento              |
| Terra battuta        |
| Erba                 |
| Superficie variabile |

#### Singolare nei tornei del Grande Slam
| Torneo          | 1977 | 1977 | 1978 | 1979 | 1980 | 1981 | 1982 |
| --------------- | ---- | ---- | ---- | ---- | ---- | ---- | ---- |
| Australian Open | A    | A    | A    | A    | A    | A    | A    |
| Open di Francia | A    | A    | A    | A    | 1T   | 2T   | 3T   |
| Wimbledon       | A    | A    | 2T   | 2T   | 3T   | 1T   | 1T   |
| US Open         | 2T   | 2T   | 4T   | 3T   | 3T   | 1T   | 1T   |

#### Altri tornei di singolare
| Torneo                                            | 1977          | 1978          | 1979          | 1980          | 1981          | 1982          | 1983          | 1984          | 1985          |
| ------------------------------------------------- | ------------- | ------------- | ------------- | ------------- | ------------- | ------------- | ------------- | ------------- | ------------- |
| Ameritech Cup, Chicago                            | A             | A             | 1T            | 1T            | A             | A             | A             | A             | A             |
| Virginia Slims of Houston, Houston                | 1T            | A             | QF            | 2T            | A             | A             | A             | A             | A             |
| Bank of the West Classic, Oakland / San Francisco | A             | ND            | 1T            | 2T            | 1T            | A             | A             | A             | A             |
| Canada Open, Canada                               | A             | A             | A             | 3T            | 1T            | A             | A             | A             | A             |
| Eckerd Tennis Open, Eckerd                        | A             | 2T            | A             | A             | A             | A             | A             | 1T            | A             |
| Virginia Slims of Arizona, Phoenix                | A             | 2T            | 1T            | A             | Non disputato | Non disputato | Non disputato | Non disputato | Non disputato |
| Advanta Championships of Philadelphia, Filadelfia | 1T            | A             | 1T            | Non disputato | Non disputato | Non disputato | Non disputato | Non disputato | Non disputato |
| San Diego Open, San Diego                         | ND            | ND            | 1T            | SF            | 2T            | A             | ND            | A             | A             |
| WTA New Jersey, New Jersey                        | ND            | A             | A             | 3T            | QF            | 1T            | A             | A             | A             |
| Virginia Slims of Dallas, Dallas                  | A             | A             | QF            | 2T            | 2T            | 2T            | A             | A             | A             |
| Virginia Slims of Richmond, Richmond              | ND            | ND            | 2T            | QF            | 2T            | A             | A             | ND            | ND            |
| Virginia Slims of Tucson, Tucson                  | A             | ND            | ND            | 2T            | Non disputato | Non disputato | Non disputato | Non disputato | Non disputato |
| LA Women's Tennis Championships, Los Angeles      | A             | A             | 1T            | 2T            | 1T            | A             | A             | A             | 1T            |
| Family Circle Cup, Charleston                     | A             | A             | 1T            | A             | A             | 1T            | A             | A             | A             |
| Virginia Slims of Atlanta, Atlanta                | A             | A             | A             | A             | 2T            | 1T            | A             | ND            | ND            |
| Toray Pan Pacific Open Tokyo                      | A             | A             | 1T            | A             | A             | A             | A             | A             | A             |
| Virginia Slims of Seattle, Seattle                | A             | A             | A             | 2T            | 2T            | A             | ND            | ND            | ND            |
| WTA San Antonio, San Antonio                      | A             | V             | Non disputato | Non disputato | Non disputato | Non disputato | Non disputato | Non disputato | Non disputato |
| Brighton International, Brighton                  | ND            | A             | 2T            | 1T            | 1T            | A             | A             | A             | A             |
| Virginia Slims of Kansas, Kansas                  | ND            | A             | ND            | 1T            | 1T            | A             | A             | ND            | ND            |
| Carlsbad Classic, Carlsbad                        | ND            | ND            | 1T            | SF            | Non disputato | Non disputato | Non disputato | Non disputato | Non disputato |
| Virginia Slims of Utah, Utah                      | Non disputato | Non disputato | Non disputato | 1T            | ND            | ND            | A             | A             | A             |
| Buick Riviera Classic, Las Vegas                  | Non disputato | Non disputato | Non disputato | 2T            | Non disputato | Non disputato | Non disputato | Non disputato | Non disputato |
| Dutch International Indoors, Amsterdam            | Non disputato | Non disputato | Non disputato | 1T            | Non disputato | Non disputato | Non disputato | Non disputato | Non disputato |
| MPS Group Championships, Amelia Island            | Non disputato | Non disputato | Non disputato | 1T            | 1T            | A             | A             | A             | A             |
| Virginia Slims of Pennsylvania, Pennsylvania      | Non disputato | Non disputato | Non disputato | Non disputato | Non disputato | Non disputato | 1T            | A             | A             |

#### Doppio nei tornei del Grande Slam
| Torneo          | 1977 | 1977 | 1978 | 1979 | 1980 | 1981 | 1982 | 1983 | 1984 |
| --------------- | ---- | ---- | ---- | ---- | ---- | ---- | ---- | ---- | ---- |
| Australian Open | A    | A    | A    | A    | A    | A    | A    | A    | A    |
| Open di Francia | A    | A    | A    | A    | 2T   | 3T   | 1T   | 1T   | 1T   |
| Wimbledon       | A    | A    | A    | 2T   | 2T   | 2T   | 1T   | 2T   | 1T   |
| US Open         | 1T   | 1T   | 1T   | 2T   | 2T   | 1T   | 1T   | A    | 2T   |

#### Doppio misto nei tornei del Grande Slam
| Torneo          | 1977          | 1977          | 1978          | 1979          | 1980          | 1981          | 1982          | 1983          | 1984          |
| --------------- | ------------- | ------------- | ------------- | ------------- | ------------- | ------------- | ------------- | ------------- | ------------- |
| Australian Open | Non disputato | Non disputato | Non disputato | Non disputato | Non disputato | Non disputato | Non disputato | Non disputato | Non disputato |
| Open di Francia | A             | A             | A             | A             | 1T            | A             | A             | A             | 1T            |
| Wimbledon       | A             | A             | 2T            | A             | A             | A             | 2T            | A             | A             |
| US Open         | 1T            | 1T            | 3T            | 1T            | 1T            | 1T            | A             | A             | A             |